# Carex leersii
Carex leersii là một loài thực vật có hoa trong họ Cói. Loài này được F.W.Schultz mô tả khoa học đầu tiên năm 1870.